# Lázně Toušeň
Lázně Toušeň település Csehországban, a Kelet-prágai járásban. Lázně Toušeň Zápy, Čelákovice, Nový Vestec, Káraný és Zeleneč településekkel határos. Lakosainak száma 1504 fő (2024. január 1.).

## Népesség
A település lakosságának változását az alábbi diagram mutatja:
| Lakosok száma | 788  | 868  | 1181 | 1325 | 1094 | 1339 | 1363 | 1409 | 1460 | 1504 |
|               | 1869 | 1900 | 1921 | 1961 | 1980 | 2011 | 2016 | 2019 | 2021 | 2024 |